# Ned Luke

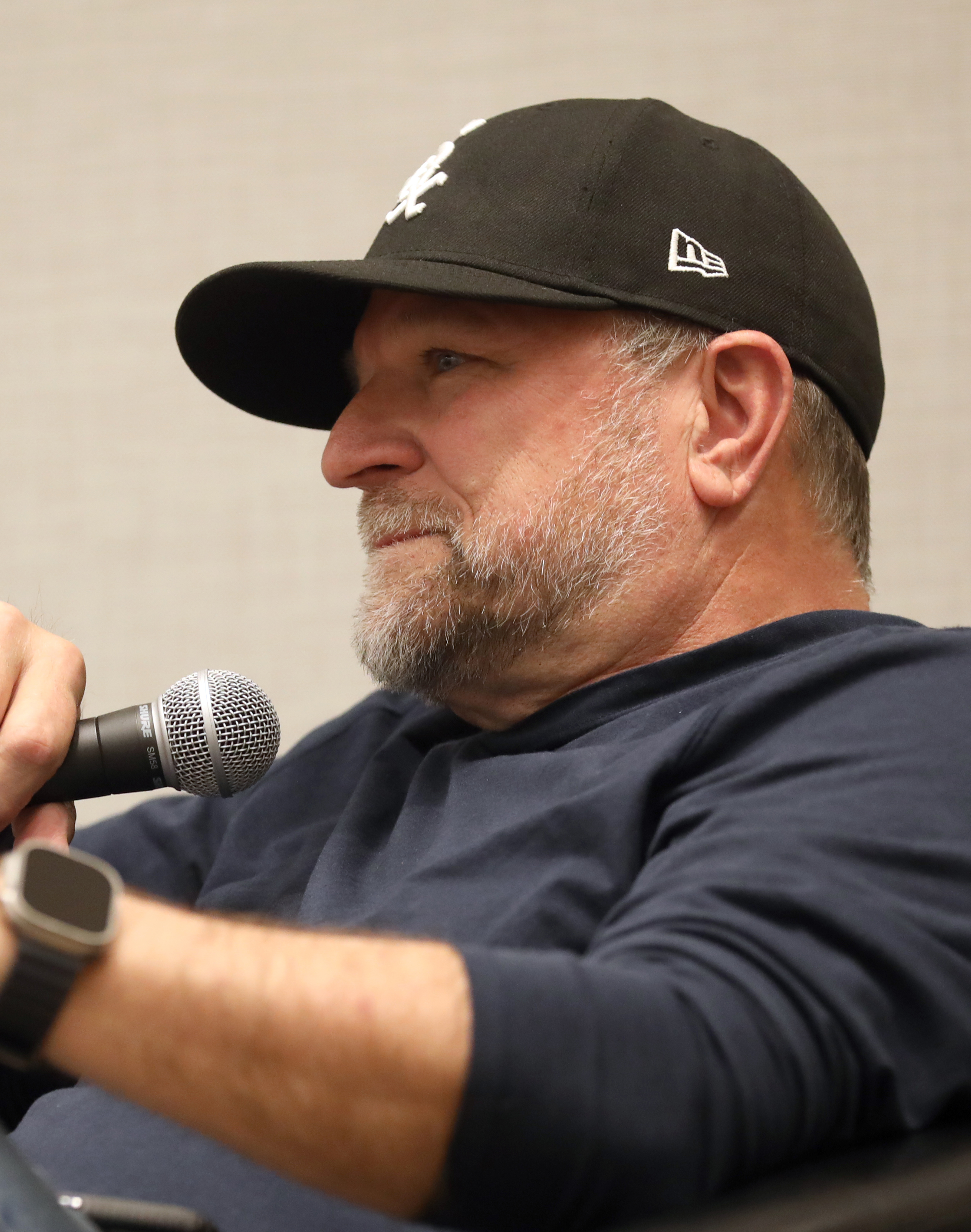
Ned Luke (2024)

Ned Luke (* 4. Oktober 1958 in Danville, Illinois) ist ein US-amerikanischer Schauspieler und Synchronsprecher. Luke war lange Zeit Schauspieler in kleineren Nebenrollen, bis er durch seine Rolle als Michael De Santa im Videospiel Grand Theft Auto V internationale Bekanntheit erlangte.

## Leben
Ned Luke hat vier Geschwister. Sein Großvater Paul Birch war ebenfalls Schauspieler. 1977 machte er seinen Abschluss bei der Danville High School. Später studierte er an der Universität von Illinois in Champaign.
Seit dem 12. November 1997 ist Luke mit Amy Sax, einer Yoga-Lehrerin und Schauspielerin, verheiratet. Er hat einen Sohn, der 2002 geboren wurde. Mit seiner Familie lebt er in Westchester County, New York.

## Karriere
Ned Luke hatte seine erste große Rolle als Synchronsprecher bei dem Zeichentrickfilm Rover Dangerfield. In den 1990er und 2000er Jahren spielte er in mehreren Fernsehsendungen und Filmen kleine Nebenrollen, oft als Polizist.
2007 beschloss Luke, eine Auszeit von der Schauspielerei zu nehmen, um sich der Erziehung seines Sohnes zu widmen. Gemeinsam mit seiner Familie zog er von Los Angeles zurück in seine Heimatstadt Danville, wo er ein Restaurant mit seinem Bruder eröffnete. Nach zwei Jahren beschloss er, wieder zur Schauspielerei zurückzukehren, und zog mit seiner Familie nach New York City. Dort schlug ihm sein Agent vor, er solle als einer der Protagonisten für das Videospiel Grand Theft Auto V vorsprechen, dies wurde von Luke jedoch zunächst abgelehnt. Trotzdem nahm Luke sich die Zeit, um das Drehbuch zu lesen, von dem er sich letztlich doch überzeugen ließ.
So übernahm Luke die Rolle von Michael De Santa, einem ehemaligen Bankräuber mit Eheproblemen in Grand Theft Auto V. Diese Rolle verhalf ihm zu internationaler Bekanntheit, es handelt sich um das zweitmeistverkaufte Computerspiel aller Zeiten und um das umsatzstärkste audiovisuelle Unterhaltungsmedium aller Zeiten.
2017 bekam Luke erstmals in seiner Karriere eine Hauptrolle in einem Kinofilm, im Horrorfilm American Gothic verkörpert er Bill Milner.

## Trivia
- Bei einer versteckte-Kamera-Aktion gab Luke sich als der Besitzer eines vermeintlich neu eröffneten Waffenladens in New York aus. Dort „beriet“ er potenzielle Käufer und bot ihnen gebrauchte Waffen zum Kauf an. Die gebrauchten Waffen wurden allesamt als Waffen ausgegeben, durch die Menschen zu Tode kamen. Geschockt durch diese Erkenntnis wichen die Interessenten von einem möglichen Kauf einer Waffe zurück und änderten ihre Meinung über die US-amerikanischen Waffengesetze bei der späteren Befragung.[3]
- Auf seinem rechten Ohr ist Luke fast gänzlich taub.[4]

## Filmografie

### Spielfilme
- 1984: Der Bär (The Bear)
- 1991: Rover Dangerfield
- 1996: Der verrückte Professor (The Nutty Professor)
- 1997: On the Line
- 1997: Citation of Merit
- 2017: American Gothic

### Fernsehserien
- 1992: Angel Street (Folge 1x03)
- 1994: Springfield Story (Guiding Light, Folgen 2062, 2064)
- 1995: New York Cops – NYPD Blue (NYPD Blue, Folge 3x08)
- 1996: Murder One (Folge 1x11)
- 1996: Renegade – Gnadenlose Jagd (Renegade, Folge 5x07)
- 1997: Burning Zone – Expedition Killervirus (The Burning Zone, Folge 1x12)
- 1999: General Hospital (Folgen 9231–9232)
- 2000: JAG – Im Auftrag der Ehre (JAG, Folge 5x20)
- 2000: Diagnose: Mord (Diagnosis: Murderer, Folge 8x05)
- 2000: Pretender (The Pretender, Folge 4x15)
- 2002, 2005: All My Children (3 Folgen)
- 2002–2009, 2013: Law & Order: Special Victims Unit (3 Folgen)
- 2004: Third Watch – Einsatz am Limit (Third Watch, Folge 6x06)
- 2005: As the World Turns
- 2005: Law & Order (Folge 16x08)
- 2009: Katana (Folge 1x01)
- 2013: Boardwalk Empire (Folge 4x04)
- 2015: Unfiltered

### Videospiele
- 2013: Grand Theft Auto V
- 2017: Red Dead Redemption II